# فاطمة يوسف العلي
فاطمة يوسف العلي صحفية كويتية وكاتبة قصص قصيرة  من مواليد عام 1953.
بدأت ممارسة العمل الصحفي في سن مبكرة، لذا أطلق عليها لقب الصحفية الصغيرة.

## دراستها
- حصلت على الثانوية العامة عام 1970م.
- حصلت على ليسانس آداب - لغة عربية جامعة القاهرة عام 1987م.
- حصلت على دبلوم في الأدب العربي من جامعة القاهرة عام 1989م بتقدير جيد جداً

## عملها
- في عام 1969م التحقت بدار (الرأي العام) الكويتية، ومجلة (النهضة) الأسبوعية حيث حررت لعدة سنوات باباً أسبوعياً بعنوان (مرة في الأسبوع)، عالجت فيه العديد من القضايا الاجتماعية والانتقادية والثقافية. كما نشرت في جريدة (الديلي نيوز) الصادرة بالإنجليزية، والتي كانت تصدر عن دار (الرأي العام).
- انتقلت لجريدة (القبس) الكويتية في بداية صدورها، وكتبت فيها مقالة شبه يومية بعنوان (كلمة تقال) على مدى سنوات طويلة، بالإضافة لإشرافها على الملحق الثقافي الأدبي الصادر عن دار القبس نفسها، والذي يتضمن حوار الادباء، والشعراء، والنقد والرأي والمقالة.

## مسيرتها
- قامت بإعداد وتقديم العديد من البرامج الإذاعية والتلفزيونية.
- عضو رابطة الأدباء في الكويت، وشغلت عضو اللجنة الثقافية.
- عضو جمعية الصحفيين الكويتية.
- عضو منظمة حقوق الإنسان.
- عضو اتحاد الصحفيين العالميين.
- عضو مجلس إدارة ومؤسس في الجمعية النسائية العربية قبل حلها.
- عضو الجمعية الثقافية الاجتماعية النسائية - الكويت.
- عضو نادي الفتاة - الكويت.
- شاركت وساهمت في العديد من المؤتمرات الأدبية والفكرية والثقافية، والمؤتمرات النسائية والسياسية في الكويت والوطن العربي والعالمي، منها:

1. مؤتمر نيروبي العالمي للمرأة.
2. مؤتمر موسكو العالمي للمرأة.
3. مؤتمرات الهند وغرب تونس.
4. مثلت وطنها الكويت في العديد من المؤتمرات في الوطن العربي.
5. مثلت جمعين الصحفيين الكويتية لمؤتمر الصحفيات العربيات في القاهرة في عام 1975م وقد اختيرت نائبة للرئيسة (أمينة السعيد) عملاقة الصحافة النسائية المصرية.
6. كتبت العديد من الأبحاث والدراسات لغالبية المؤتمرات التي شاركت بها.
7. ساهمت في الحركة الثقافية في الكويت، وفي خدمة قضية المرأة.

- شغلتها قضية المرأة والأسرة وما زالت، وقد كان نشاطها ضمن الاتحاد النسائي العربي العام حتى الغزو العراقي للكويت، ثم من خلال المؤتمرات النسوية العربية والعالمية.
- إبان الغزو العراقي للكويت تطوعت في العمل الشعبي والوطني أثناء وجودها مع أسرتها في دولة البحرين، تطوعت من الناحية الإعلامية والكتابية، فقد كتبت في جريدة الرياض السعودية، كما كتبت العديد من المقالات التي تندد وترفض الاحتلال والاعدتاء على دولة الكويت.
- نشرت قصصها القصيرة في المجلات والصحف العربية والمحلية، وشاركت في الأمسيات القصصية، كما أذيعت بعض قصصها وأدرجت ضمن المنهج الدراسي للطلبة.

## مؤلفاتها
1. وجوه في الزحام قصة طويلة - مطبعة حكومة الكويت - وزارة الإعلام - عام 1971م
2. عبد الله السالم - رجل عاش ولم يمت - مطبعة حكومة الكويت - وزارة الإعلام - عام 1983م
3. وجهها وطن مجموعة قصص قصيرة - صدرت عام 1995م - كتب عنها العديد من الكتاب والنقاد

## قالوا عنها النقاد
تتاول قصتها الطويلة (وجوه في انزحام) العديد هن النقاد والكتاب في الكويت والوطن العريي منهم:
1. الدكتور محمد حسن عبد الله: الصحافة في ربع قرن - كشاف تحليلي - 1974م.
2. الناقد إسماعيل فهد إسماعيل:[3] القصة العريية في الكويت - دراسة نقدية - 1980م.
3. الناقد رجاء النقاش: الملتقى الأدبي للقصة القصيرة في دول مجلس التعاون يناير 1989م الكويت.
4. الدكتور طه وادي: المرأة والقصة القصيرة في الوطن العريي - أستاذ الأدب جامعة القاهرة.

يقول الناقد إسماعيل فهد إسماعيل عن قصة فاطمة يوسف العلي: (أصدرت قبل سنوات قصة طويلة بعنوان (وجوه في الزحام) تتاولت فيها تجربة حياتية لفتاة كويتية من خلال معاناتها الاجتماعية، القصة اقرب إلى الوصف السردي الصحفي منها إلى البناء الدرامي، كما أنها تنج من النزعة إلى التعليم والافتعال، وبدأت بمدخل يعطي ملامح الاهتمام بالقضايا القومية الراهنة، لكنها مالبث ان تتاسته لتغرق في عثرات الحب والكراهية).

## وصلات خارجية
مقال في صحية الراي الكويتية بتاريخ 28 نوفمبر 2013 بعنوان «ثرثرة بلا ضفاف» جديد فاطمة يوسف العلي